# Cosmosoma fenestrata
Cosmosoma fenestrata là một loài bướm đêm thuộc phân họ Arctiinae, họ Erebidae.